# Charles Morgan (1er baronnet)
Charles Morgan, 1re baronnet (25 avril 1726 - 7 décembre 1806) est un juge-avocat général anglais. De sa naissance à 1792, il s'appelle Charles Gould.

## Biographie
Fils aîné de King Gould de Westminster, décédé député avocat juge en 1756, il est étudiant à la Westminster School en 1739. Il est élu à Christ Church, Oxford, 1743, où il passe un BA en 1747 et un MA en 1750. Il est fait DCL d'honneur en 1773.
Il est appelé au barreau du Middle Temple en 1750 et, en 1771, est nommé juge avocat général. Soutenu par George III, il est nommé chancelier de Salisbury en 1772 et devient chambellan de Brecon, Radnor et Glamorgan. Il siège en tant que député de Brecon de 1778 à 1787 et du Breconshire de 1787 à 1806. Il est fait chevalier le 5 mai 1779 et fait baronnet le 30 octobre 1792. La même année, il change de nom de famille pour Morgan et hérite des domaines de Rhiwperra et de Tredegar House appartenant à la famille Morgan. En 1802, il fut nommé conseiller privé.
En 1751, il est l’un des auteurs du poème d’Oxford à l’occasion du décès de Frédéric, prince de Galles.
Il est bailli du conseil d'administration de la Bedford Level Corporation en 1781, poste qu'il occupe jusqu'à sa mort.
Morgan est décédé à Tredegar le 7 décembre 1806.

## Famille

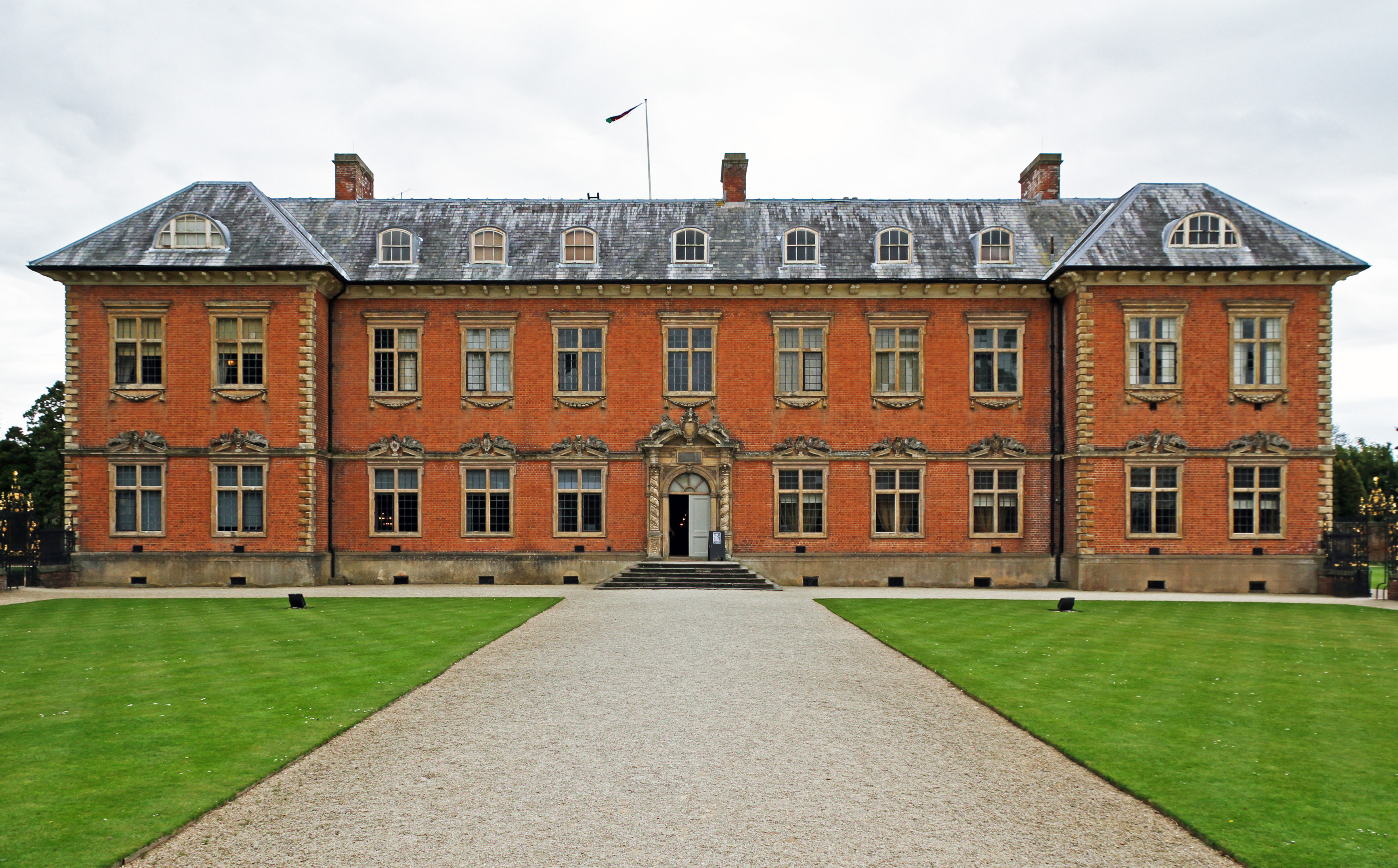
Tredegar House

Il épouse (février 1758) Jane, fille aînée de Thomas Morgan (juge) (en). En 1792, il hérite des propriétés du frère de sa femme, John Morgan (décédé en 1792). Il prend ensuite sous licence royale le nom de famille et les armes de Morgan (20 novembre 1792). Son fils aîné Charles lui succède dans son titre et ses domaines. Les autres enfants sont:
- John, aspirant tué au combat à la bataille des Saintes, 1782
- Jane (décédée en 1846) qui épouse (1) le capitaine Henry Ball, décédé en 1792, et (2) en 1800, l’industriel Samuel Homfray, qui loue un terrain minier à Tredegar, où il crée l’usine de métallurgie de Tredegar[5],[6]
- Elizabeth (décédée en 1836), qui épouse Rowley Lascelles, deuxième fils illégitime du général Francis Lascelles et Ann Catley[7] ; leur fils Charles Francis Rowley Lascelles participe à la bataille de Waterloo[8],[9]
- Fanny, qui épouse le révérend Augustus Morgan, un cousin.